# Brilho aparente
Em Astronomia, brilho aparente é o fluxo de radiação electromagnética que um astro apresenta, quando observado a partir da Terra, após correcção do efeito de extinção provocado pela atmosfera. Geralmente, é utilizada a escala de magnitudes para classificar um astro quanto ao seu brilho.

## Luminosidade e fluxo
A luminosidade (energia emitida sob a forma de radiação electromagnética, por unidade de tempo) é uma propriedade intrínseca de cada astro e, embora possa variar ao longo do tempo, não depende da posição desse astro na esfera celeste nem da distância a que ele se encontra do observador.
No entanto, na observação de um astro, não é possível colectar toda a energia que este emite, mas apenas uma pequena fracção desta, correspondente àquela que atravessa a área do detector utilizado; assim, é utilizado o conceito de fluxo (energia emitida sob a forma de radiação electromagnética, por unidade de tempo e de área). É possível considerar dois tipos de fluxo: fluxo emitido e fluxo observado.
O fluxo emitido é a energia emitida pelo astro, por unidade de tempo e de área e, tal como a luminosidade, não depende da posição do astro nem da distância a que ele se encontra. O fluxo emitido por uma estrela com raio {\displaystyle R} e luminosidade {\displaystyle L} é obtido pela expressão:
{\displaystyle F_{emit}={\frac {L}{4\pi R^{2}}}}
Por outro lado, o fluxo observado é a energia detectada por um observador, por unidade de tempo e de área e depende da posição do astro e da distância a que ele se encontra. No caso da estrela referida anteriormente se encontrar à distância {\displaystyle d}, o fluxo observado no topo da atmosfera é dado por:
{\displaystyle f_{obs}={\frac {L}{4\pi d^{2}}}}

### Variação do fluxo com a posição do astro
A atmosfera absorve parte da radiação electromagnética que a atravessa e, por isso, a quantidade de energia, por unidade de ângulo sólido, que atinge o topo da atmosfera é sempre superior à que atinge a superfície terrestre.
Esta absorção de radiação é proporcional à extensão de atmosfera que a radiação percorre até atingir a superfície e, uma vez que a atmosfera da Terra tem uma forma aproximadamente esférica, essa distância varia com o ângulo, em relação ao horizonte, segundo o qual a estrela é observada. Este efeito é máximo para astros próximos do horizonte e mínimo para astros próximos do zénite.

### Variação do fluxo com a distância a que o astro se encontra
A área de uma esfera centrada num dado astro aumenta com o quadrado do seu raio; no entanto, a energia emitida pelo astro que atravessa qualquer superfície esférica é sempre a mesma, sendo igual à sua luminosidade. Desta forma, a energia, por unidade de tempo e de área --- ou seja, o fluxo --- que atravessa uma superfície esférica é proporcional ao inverso do quadrado do raio dessa superfície, tal como na última expressão.

## Brilho aparente
O brilho aparente de um astro é, assim, definido como o fluxo que esse astro apresentaria se fosse observado na ausência de atmosfera. Esta definição, por ser independente da absorção provocada pela atmosfera, permite uma comparação imediata de observações realizadas sob diferentes condições atmosféricas.
Uma vez que nenhum detector tem uma eficiência de 100% nem nenhum telescópio transmite 100% da radiação que nele incide, no cálculo do brilho de um astro é também necessário corrigir os efeitos introduzidos pela ineficiência da instrumentação utilizada. Na prática, todos estes efeitos são corrigidos através da função de sensitividade do sistema, {\displaystyle S_{\lambda }} definida por:
{\displaystyle S_{\lambda }={\frac {\left(energia\ detectada\right)_{\lambda }}{\left(energia\ incidente\right)_{\lambda }}}}
sendo {\displaystyle {\lambda }} o comprimento de onda da radiação.
O cálculo do brilho de uma estrela é, assim dado pela seguinte expressão:
{\displaystyle b=\int _{0}^{\infty }f_{obs,\,\lambda }\;S_{\lambda }\;d\lambda }
onde {\displaystyle b} representa o brilho do astro e {\displaystyle f_{obs,\lambda }} o fluxo, corrigido da extinção atmosférica, observado no intervalo de comprimentos de onda {\displaystyle \left[\lambda ,\lambda +d\lambda \right]}.

## Brilho absoluto
Uma vez que o brilho aparente é obtido através do fluxo observado, esta é também uma grandeza que depende da distância ao astro, pelo que não permite comparar directamente as luminosidades de astros que se encontrem a diferentes distâncias do observador.
De forma a permitir uma comparação directa, é frequente o uso, em Astronomia, do brilho absoluto, que corresponde ao brilho aparente que o astro teria se fosse observado a uma distância padrão de 10 parsec e é obtido pela seguinte expressão:
{\displaystyle B=b\times {\frac {d^{2}}{10^{2}}}}
onde {\displaystyle B} representa o brilho absoluto, {\displaystyle d} a distância a que o astro se encontra do observador, o factor 10 aparece por considerarmos uma distância padrão de 10 parsec e os quadrados aparecem por o fluxo observado ser proporcional ao inverso do quadrado da distância.

## Escala de magnitudes
Em Astronomia, não é comum indicar directamente o brilho aparente de um astro mas sim recorrer a sua magnitude aparente; de forma similar, também o brilho absoluto é indicado através da magnitude absoluta.
Magnitude absoluta, {\displaystyle M} e magnitude aparente, {\displaystyle m}, de um astro à distância {\displaystyle d} da Terra, relacionam-se através da expressão:
{\displaystyle M=m+5-5\,\log \,{d}}